# L'Affaire Dreyfus (film 1902)
L'Affaire Dreyfus è un cortometraggio del 1902 diretto da Ferdinand Zecca.